# Mathias Berthold
Mathias Berthold (18 maggio 1965) è un allenatore di sci alpino ed ex sciatore alpino austriaco.

## Biografia

### Carriera sciistica
Originario di Gargellen di Sankt Gallenkirch, Berthold in Coppa del Mondo ottenne il primo piazzamento il 16 febbraio 1985 a Kranjska Gora in slalom speciale (11º), conquistò l'unico podio il 25 gennaio 1987 a Kitzbühel nella medesima specialità (2º) e prese per l'ultima volta il via il 3 dicembre 1989 a Mont-Sainte-Anne ancora in slalom speciale classificandosi 7º, suo ultimo risultato agonistico. Non prese parte a rassegne olimpiche o iridate.

### Carriera da allenatore
Negli anni 2000 è stato allenatore nei quadri della Federazione austriaca, dove lavorò prima con la squadra femminile poi, dal 2010 al 2014, come responsabile di quella maschile; dal 2014 al 2019 passò alla Federazione tedesca, anche in questo caso come responsabile della squadra maschile.

### Altre attività
Dopo il ritiro dall'agonismo, negli anni 1990 prese parte al circuito professionistico nordamericano World Pro Ski Tour. È padre di Frederic, a sua volta sciatore.

## Palmarès

### Coppa del Mondo
- Miglior piazzamento in classifica generale: 26º nel 1987
- 1 podio:
  - 1 secondo posto

### Coppa Europa
- Vincitrice della classifica di slalom speciale nel 1985[1]